# Louis Delaunoij
Louis Albert Armand Etienne Delaunoij (Ámsterdam, 3 de marzo de 1879-Bussum, 29 de octubre de 1947) fue un deportista neerlandés que compitió en esgrima, especialista en la modalidad de sable. Participó en los Juegos Olímpicos de Amberes 1920, obteniendo una medalla de bronce en la prueba por equipos.

## Palmarés internacional
| Juegos Olímpicos | Juegos Olímpicos  | Juegos Olímpicos  | Juegos Olímpicos  |
| Año              | Lugar             | Medalla           | Prueba            |
| ---------------- | ----------------- | ----------------- | ----------------- |
| 1920             | Amberes (Bélgica) | Medalla de bronce | Sable por equipos |